# The Sweet, the Hot, the Teen-Age Beat
The Sweet, the Hot, the Teen-Age Beat è un album EP di Little Willie John, pubblicato dalla King Records nel 1961.

## Tracce
Lato A
1. Take My Love – 2:44 (Mertis John) – Registrato il 12 aprile 1961 a Cincinnati, Ohio
2. Autumn Leaves – 2:09 (Johnny Mercer, Joseph Kosma) – Registrato il 4 gennaio 1960 a Cincinnati, Ohio
3. (I've Got) Spring Fever – 2:04 (Paul Tannen, Shorty Long) – Registrato il 12 aprile 1961 a Cincinnati, Ohio

Durata totale: 6:57
Lato B
1. Every Beat of My Heart – 2:45 (Johnny Otis) – Registrato il 12 aprile 1961 a Cincinnati, Ohio
2. Flamingo – 2:15 (Edmund Anderson, Theodor Grouya) – Registrato il 4 gennaio 1960 a Cincinnati, Ohio
3. So Lovely – 2:30 (Mertis John, Darlynn John) – Registrato il 4 gennaio 1960 a Cincinnati, Ohio

Durata totale: 7:30

## Musicisti
Take My Love, (I've Got) Spring Fever e Every Beat of My Heart
- Little Willie John - voce
- Altri musicisti sconosciuti

Autumn Leaves, Flamingo e So Lovely
- Little Willie John - voce
- Altri musicisti sconosciuti[1]